# دسی‌سلاوا استویانووا

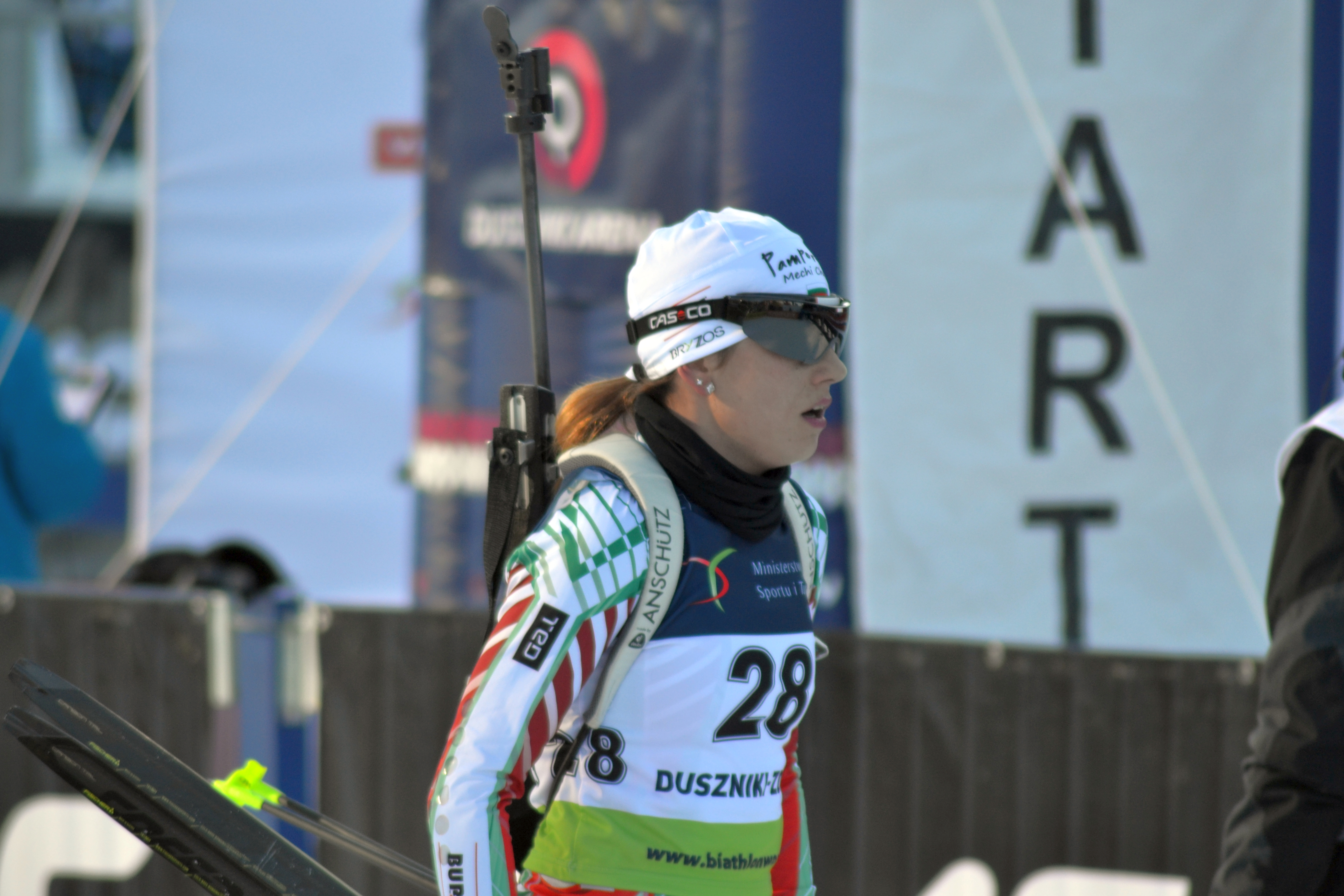
استویانووا در مسابقات قهرمانی اروپا ۲۰۱۷

دسی‌سلاوا استویانووا (انگلیسی: Desislava Stoyanova؛ زادهٔ ۱۰ آوریل ۱۹۹۲) ورزشکار بازنشسته ورزش دوگانه اهل بلغارستان است. او در برکوویتسا متولد شد.
استویانووا در شش دوره از قهرمانی جهان در ورزش دوگانه بین سال‌های ۲۰۱۱ تا ۲۰۱۷ و همچنین در المپیک زمستانی ۲۰۱۴ و المپیک زمستانی ۲۰۱۸ شرکت کرد. بهترین نتیجهٔ انفرادی او در جام جهانی ورزش دوگانه کسب جایگاه ۲۲م در مادهٔ سرعت بود. در قهرمانی جهان در ورزش دوگانه ۲۰۱۵، بهترین نتیجهٔ فردی او رتبهٔ ۳۸م در مادهٔ سرعت بود. همچنین، بهترین جایگاه او در رقابت‌های انفرادی المپیک، رتبهٔ ۶۱م در مادهٔ سرعت در المپیک زمستانی ۲۰۱۴ بود.
او با همکار خود در ورزش دوگانه، دیمیتار گردژیکوف نامزد است و از او صاحب یک فرزند شده است.

## دوران حرفه‌ای
دسیسلاوا استویانووا اولین حضور بین‌المللی خود را در سال ۲۰۰۹ در یک مسابقهٔ IBU-Cup در مادهٔ سرعت در بانسکو تجربه کرد. او با کسب رتبهٔ چهارم، نه‌تنها در نخستین مسابقهٔ خود امتیاز گرفت و به جایگاهی تک‌رقمی رسید، بلکه تنها با یک رتبه اختلاف از سکوی قهرمانی بازماند و همچنین بهترین ورزشکار غیرروسی این رقابت بود. این جایگاه همچنان بهترین رتبهٔ او در دومین سطح معتبر مسابقات بین‌المللی ورزش دوگانه است.
اولین رویداد بزرگ او قهرمانی جوانان جهان در ورزش دوگانه ۲۰۱۰ در تورسبی بود که در آن، در ماده‌های مختلف به ترتیب مقام‌های ۴۶م در انفرادی، ۲۷م در سرعت، ۴۵م در تعقیبی و ۱۵م در مسابقهٔ تیمی را به دست آورد. مدتی بعد، او در مسابقات جوانان قهرمانی اروپا در ورزش دوگانه ۲۰۱۰ در اوته‌پیه شرکت کرد و در ماده‌های انفرادی، سرعت و تعقیبی به ترتیب رتبه‌های ۴۲م، ۳۹م و ۴۰م را کسب کرد.
استویانووا در قهرمانی جوانان جهان در ورزش دوگانه ۲۰۱۱ در نووه مستو نا موراوه توانست نتایج بهتری کسب کند و در مادهٔ انفرادی چهاردهم، در سرعت چهارم، در تعقیبی هفتم و در مسابقهٔ تیمی ششم شد. او سپس در مسابقات جوانان قهرمانی اروپا در ورزش دوگانه ۲۰۱۱ در ریدناون شرکت کرد و مانند مسابقات جهانی، در مادهٔ انفرادی چهاردهم شد، در سرعت جایگاه ۳۸م را کسب کرد و با تیم در جایگاه نهم قرار گرفت.
اولین حضور مهم او در ردهٔ بزرگسالان در قهرمانی جهان در ورزش دوگانه ۲۰۱۱ در خانتی-مانسییسک بود. او در مادهٔ سرعت رتبهٔ ۹۶م را کسب کرد، در مسابقهٔ تیمی مختلط به همراه نیا دیمیترووا، میروسلاو کنانوف و مارتین بوگدانوف به جایگاه ۲۵م رسید و در مسابقهٔ تیمی زنان به همراه امیلیا یوردانوا، نینا کلنوفسکا و دیمیترووا دوازدهم شد.
در آغاز جام جهانی ورزش دوگانه ۲۰۱۱/۲۰۱۲، او اولین مسابقهٔ خود را در هوخ‌فیلتسن در یک رقابت جام جهانی انجام داد و در مسابقهٔ تیمی سیزدهم شد. بین سال‌های ۲۰۱۱ تا ۲۰۱۳، او در هر سه دوره از قهرمانی جهان در ورزش دوگانه شرکت کرد. در لو گراند بورنان، او در جام جهانی ورزش دوگانه ۲۰۱۳/۲۰۱۴ با کسب جایگاه ۲۷م در مادهٔ سرعت، برای نخستین بار در میان امتیازآوران جام جهانی قرار گرفت.

## جوایز
دسیسلاوا استویانووا در دوران حرفه‌ای خود موفق به کسب مدالی در رقابت‌های بین‌المللی ورزش دوگانه نشد. با این حال، او در چندین دوره از بازی‌های المپیک زمستانی و قهرمانی جهان ورزش دوگانه حضور داشت و بهترین نتیجه فردی او در رقابت‌های قهرمانی جهان، رتبه ۳۷ در بخش سرعت (۲۰۱۵) بود. همچنین، بهترین عملکرد او در مسابقات جام جهانی ورزش دوگانه، کسب مقام ۲۲ در بخش سرعت بود.

## نتایج ورزش دوگانه
تمامی نتایج برگرفته از اتحادیه جهانی ورزش دوگانه است.

### بازی‌های المپیک
۰ مدال
| رویداد         | انفرادی | سرعت | تعقیبی | شروع دسته‌جمعی | تیمی | تیمی مختلط |
| -------------- | ------- | ---- | ------ | ------------- | ---- | ---------- |
| ۲۰۱۴ سوچی      | ۷۲م     | ۶۱م  | —      | —             | —    | —          |
| ۲۰۱۸ پیونگ‌چانگ | ۷۹م     | ۷۶م  | —      | —             | ۱۶م  | —          |

### قهرمانی جهان
۰ مدال
| رویداد                        | انفرادی | سرعت | تعقیبی | شروع دسته‌جمعی | تیمی | تیمی مختلط | تیمی مختلط انفرادی |
| ----------------------------- | ------- | ---- | ------ | ------------- | ---- | ---------- | ------------------ |
| ۲۰۱۱ خانتی-مانسییسک           | —       | ۹۵م  | —      | —             | ۱۲م  | ۲۴م        |                    |
| ۲۰۱۲ روپلدینگ                 | ۷۹م     | ۹۴م  | —      | —             | ۱۷م  | —          |                    |
| ۲۰۱۳ نووه مستو                | ۱۰۸م    | ۸۸م  | —      | —             | LAP  | —          |                    |
| ۲۰۱۵ کونتیولاهتی              | ۹۸م     | ۳۷م  | ۴۵م    | —             | ۲۳م  | ۱۸م        |                    |
| ۲۰۱۶ اسلو                     | ۵۵م     | ۵۶م  | ۴۹م    | —             | ۲۰م  | ۱۶م        |                    |
| ۲۰۱۷ هوخ‌فیلتسن                | ۸۸م     | ۷۰م  | —      | —             | ۲۲م  | ۱۷م        |                    |
| قهرمانی جهان ورزش دوگانه ۲۰۱۹ | ۷۲م     | ۷۹م  | —      | —             | ۲۰م  | —          | —                  |

* در فصل‌های المپیکی، رقابت‌ها تنها برای رویدادهایی که در برنامه المپیک گنجانده نشده‌اند، برگزار می‌شود.
** رقابت تیمی مختلط انفرادی از سال ۲۰۱۹ به برنامه مسابقات افزوده شد.